# Rastatt járás
Rastatt járás egy járás Baden-Württembergben. Rastatt járás Baden-Baden, Karlsruhe, Calw, Freudenstadt és Ortenau járásokkal határos. Lakosainak száma 227 474 fő (2015. december 31.).

## Népesség
A járás népessége az elmúlt években az alábbi módon változott:

| 2014 | 222 472 |
| 2015 | 227 474 |